# Ансбах
А́нсбах (нем. и бав. Ansbach) — город в Германии, город земельного подчинения, расположен в земле Бавария.
Центр административного округа Средняя Франкония. Ансбах находится в 40 км к юго-западу от Нюрнберга и 145 км к северу от Мюнхена, на реке Френкише-Рецат, притоке Майна. Население составляет 40253 человека (на 31 декабря 2010 года). Занимает площадь 99,92 км². Официальный код — 09 5 61 000.
В городе пять школ и Высшая техническая школа Ансбаха. Около Ансбаха проходит автобан A6 и две автомагистрали B13 и B14.
С 1758 по 1860 год в Ансбахе действовала фарфоровая мануфактура. Город известен своими компаниями по переработке пластмасс (Oechsler AG, Heinlein Plastik и др.) и автомобильной промышленностью.

## Ансбах в «ЭСБЕ»
В начале XX века «Энциклопедический словарь Брокгауза и Ефрона» так описывал это место на своих страницах:
Ансбах (прежде Онольцбах) — прежняя резиденция маркграфа ансбах-байрейтского, ныне главный город баварского Средне-Франконского Байрейтского округа, при Вюрцбург-Гунценгаузенской и Нюрнберг-Крайльгеймерской жел. дор.; местопребывание окружного начальства, коммерческого и окружного судов. В 1885 году насчитывал 14055 жит. Дворец здешний — прекрасное, в итальянском стиле построенное в 1713—32 годах здание, недалеко от которого стоит памятник поэту графу Шатену. В дворцовом саду находится так наз. павильон с новыми фресками, большая оранжерея, памятник поэта Уца и другой — в честь умершего в 1833 г. Гаспара Гаузера, смертельно раненного на месте, где возвышается теперь памятник. Сверх того замечательны: евангелическая церковь св. Иоанна, построенная в 1441 г. и заключающая княжеские памятники и склепы, церковь св. Гумберта с двенадцатью статуями рыцарей «Лебедя» в часовне св. Георгия, новая католическая церковь св. Людовика в греческом стиле и еврейская синагога. Из учебных заведений имеются здесь гимназия, ремесленное училище и высшее учебное заведение для девиц. Во дворце есть библиотека и картинная галерея. Из обществ — «Историческое средне-франконское общество» и «Ремесленный союз». Фабричное производство направлено главным образом на фабрикацию хлопчатобумажных изделий, табаку, сигар, цикория, роговых пуговиц, хирургических инструментов и соломенной мозаики. Имеются также кожевенные заводы, мукомольные мельницы, пивоваренные заводы, литейные, большие механические мастерские, золото— и сереброшвейные мастерские. А. — родина поэтов Кронека, Уца и Шатена. Происхождением своим город обязан основанию в VIII веке монастыря св. Гумберта, преобразованного в 1057 г. в коллегиальный монастырь и упраздненного в 1560 г. Дорнбергские фохты и попечители монастыря продали город в 1288 г. графам фон Оттингенам, а эти последние — бургграфу нюрнбергскому в 1331 г.
Княжество Ансбахское населено было в древнее время большею частью славянами. Впоследствии оно принадлежало к Франконскому округу. Получив его в ленное владение в 1362 г., бургграф нюрнбергский Фридрих V разделил его в 1398 г. между своими сыновьями на Верхний, на горе лежащий, Ансбах и Нижний, при её подошве, или Кульмбах. Деление это упразднено было уже в 1464 г. 
Курфюрст бранденбургский Альбрехт-Ахилл завещал франконские княжества в 1474 г., как называли в те времена Ансбах и Байрейт, своему второму сыну Фридриху, сделавшемуся родоначальником Франконской линии маркграфов бранденбургских, разветвившейся, в свою очередь, на Ансбахскую и Байрейтскую линии. Последняя угасла в 1713 г., после чего княжества соединились снова под властью одного князя. Последним а.-байретским маркграфом был Александр, «друг» леди Кравен, добровольно уступивший оба княжества 2 декабря 1791 г. своему ленному наследнику, прусскому королю Фридриху Вильгельму III, после чего они на основании Тильзитского мира перешли к Франции, а в 1806 г. поступили во владение Баварии.

## Население
По оценке на 31 декабря 2015 года население межрайонного города (городской общины) Ансбах составляет 41 159 чел. 

| Дата      | 1840  | 1871  | 1900  | 1925  | 1939  | 1950  | 1961  | 1970  | 1987  | 2011  |
| --------- | ----- | ----- | ----- | ----- | ----- | ----- | ----- | ----- | ----- | ----- |
| Население | 15789 | 16642 | 21877 | 26412 | 32334 | 42443 | 41352 | 40358 | 36970 | 39491 |

| Год       | 1960  | 1970  | 1980  | 1990  | 2000  | 2009  | 2010  | 2011  | 2012  | 2013  | 2014  | 2015  |
| --------- | ----- | ----- | ----- | ----- | ----- | ----- | ----- | ----- | ----- | ----- | ----- | ----- |
| Население | 41729 | 40384 | 38183 | 37893 | 40165 | 40420 | 40253 | 39600 | 39684 | 39839 | 40010 | 41159 |

## Известные уроженцы и жители

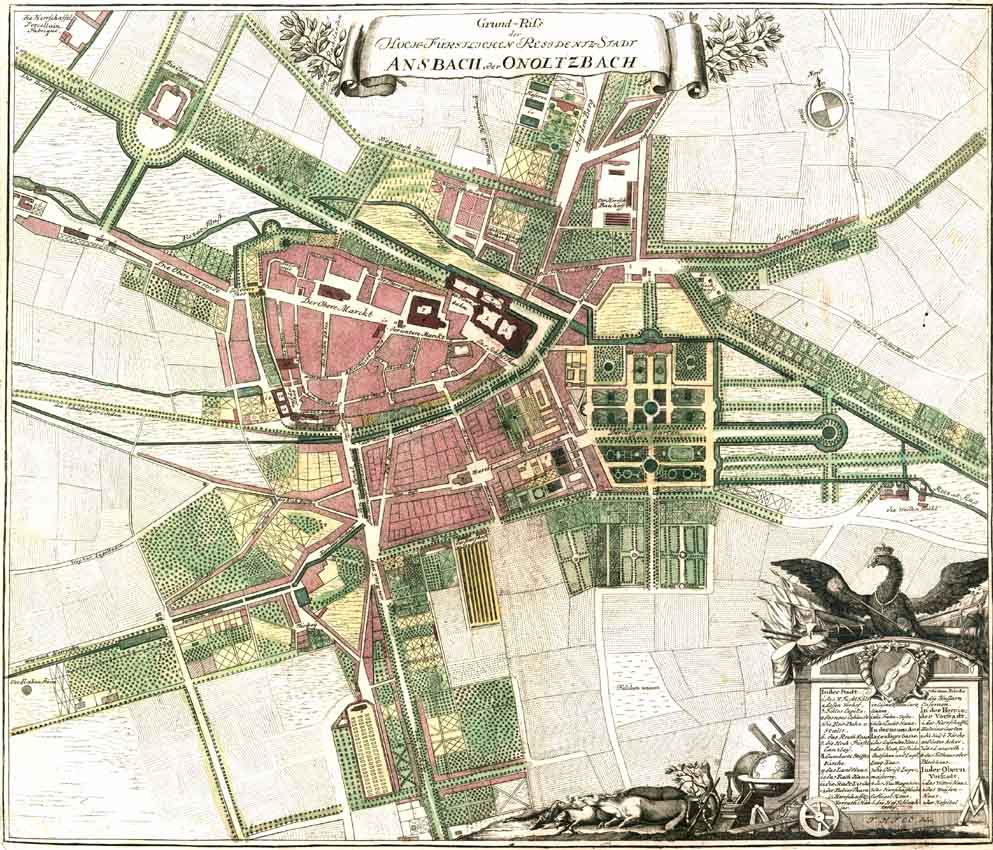
Ансбах

- Фердинанд Арнольд (1828—1901) — немецкий ботаник, лихенолог.
- Вильгельм Людвиг Вехрлин (1739–1792) – немецкий журналист и прозаик.
- Максимилиан Дункер (1811—1886) — немецкий историк античности, публицист, политик.
- Лео фон Зекендорф (1775—1809) — немецкий поэт.
- Адальберт фон Ладенберг (1798—1855) — прусский государственный деятель.
- Герман Фегелейн (1906—1945) — немецкий военный Второй мировой войны, группенфюрер СС.
- Теодор Эшерих (1857—1911) — немецкий и австрийский врач-педиатр.
- Шаумберг, Георг (1855—1931) — немецкий писатель.
- Шлеттерер, Ганс Михаэль (1824—1893) — немецкий музыковед, дирижёр и композитор.
- Хаузер, Каспар (1812—1833) — юноша, прозванный «Дитя Европы», одна из загадок XIX века.
- Уц, Иоганн Петер (1720—1796) — немецкий поэт.
- Кронек, Иоганн Фридрих фон (1731—1758) — немецкий поэт.
- Оберхойзер, Георг (1798 — 1868) — оптик, конструктор микроскопов.
- Вольф, Лиана (02.08.2001 г.р.) — восьмикратная чемпионка Германии по карнавальному танцевальному спорту (2011-2016, 2018, 2019)